# Ісмар Горчич
Ісмар Горчич (нар. 22 травня 1983) — колишній боснійський тенісист.
Найвищу одиночну позицію світового рейтингу — 443 місце досяг 14 червня 2004, парну — 296 місце — 10 жовтня 2005 року.
Завершив кар'єру 2015 року.

## Загальна статистика

### Титули в одиночному розряді (0)
| Легенда           |
| ----------------- |
| Челленджери (0-0) |
| Ф'ючерс (0–3)     |

| Результат | Ранг | Дата           | Турнір             | Покриття | Фінали Опонент   | Рахунок       |
| Поразка   | 1.   | 05 грудня 2004 | Мекрін, Туніс      | Тверде   | Боштьян Ошабник  | 6–7, 2–6      |
| Поразка   | 2.   | 17 серпня 2009 | Вінковці, Хорватія | Ґрунт    | Нікола Мектич    | 6–7, 6–7      |
| Поразка   | 3.   | 16 серпня 2010 | Чаковець, Хорватія | Ґрунт    | Кристиян Месарош | 1–6, 1–4 ret. |

### Парний розряд титули (9)
| Легенда           |
| ----------------- |
| Челленджери (0-2) |
| Ф'ючерс (9-13)    |

| Результат | Ранг | Дата            | Турнір                          | Покриття | Партнер               | Фінали Опоненти                              | Рахунок           |
| Поразка   | 1.   | 26 липня 2004   | Фоліньйо, Італія                | Ґрунт    | Стефано Янні          | Джанкарло Петраццуоло Стефано Моччі          | 6–4, 6–7, [5–7]   |
| Перемога  | 2.   | 3 серпня 2004   | Сецце, Італія                   | Ґрунт    | Джанкарло Петраццуоло | Даніель Люстіг Михайло Васильєв              | 6–4, 7–6          |
| Поразка   | 3.   | 25 липня 2005   | Фоліньйо, Італія                | Ґрунт    | Марко Груньйола       | Філіппо Фільйомені Маттео Марраї             | 5–7, 2–6          |
| Перемога  | 4.   | 19 вересня 2005 | Ористано, Італія                | Тверде   | Стефано Гальвані      | Алессандро да Коль Фабіо Коланджело          | 7–6, 7–6          |
| Перемога  | 5.   | 15 травня 2006  | Сараєво, Боснія і Герцеговина   | Ґрунт    | Маттія Ліврагі        | Душан Михайлович Ґоран Тошич                 | 6–2, 6–2          |
| Поразка   | 6.   | 19 червня 2006  | Л'Аквіла, Італія                | Ґрунт    | Алессандро да Коль    | Даніеле Джорджині Фабіо Коланджело           | 3–6, 2–6          |
| Поразка   | 7.   | 4 червня 2007   | Терамо, Італія                  | Ґрунт    | Енріко Бурці          | Мікель Перес Марсель Фельдер                 | 6–2, 3–6, 2–6     |
| Поразка   | 8.   | 18 червня 2007  | Л'Аквіла, Італія                | Ґрунт    | Клаудіо Грассі        | Адріан Гавріле Артемон Апосту-Ефремов        | 4–6, 6–7          |
| Перемога  | 9.   | 2 липня 2007    | Болонья, Італія                 | Ґрунт    | Маттео Воланте        | Джанкарло Петраццуоло Сальваторе Карбоне     | 6–3, 6–2          |
| Поразка   | 10.  | 14 липня 2008   | Палаццоло-сулл'Ольйо, Італія    | Ґрунт    | Алессандро Сарра      | Гільєрмо Ормасабаль Ганс Подліпнік Кастільйо | 6–7, 2–6          |
| Поразка   | 11.  | 22 вересня 2008 | Неаполь, Італія                 | Ґрунт    | Антоніо Майорано      | Леонардо Аццаро Алессандро Мотті             | 7–6, 3–6, [7–10]  |
| Поразка   | 12.  | 19 січня 2009   | Ейлат, Ізраїль                  | Тверде   | Петар Єленич          | Аттіла Балаж Амір Хадад                      | 1–6, 0–6          |
| Поразка   | 13.  | 16 березня 2009 | Рим, Італія                     | Ґрунт    | Даміано Ді Єнно       | Даніеле Джорджині Лука Ванні                 | 6–2, 5–6, [8–10]  |
| Поразка   | 14.  | 22 вересня 2008 | Баня-Лука, Боснія і Герцеговина | Ґрунт    | Сімоне Ваньйоцці      | Райнер Айцінґер Дастін Браун                 | 4–6, 3–6          |
| Поразка   | 15.  | 19 жовтня 2009  | Дубровник, Хорватія             | Ґрунт    | Алдін Шеткич          | Діно Маркан Марін Драганя                    | 4–6, 6–2, [11–13] |
| Поразка   | 16.  | 15 березня 2010 | Пореч, Хорватія                 | Ґрунт    | Аттіла Балаж          | Карлес Поч-Градін Маттео Віола               | 6–7, 4–6          |
| Перемога  | 17.  | 17 січня 2011   | Ейлат, Ізраїль                  | Тверде   | Дамір Джумхур         | Стівен Діес Нікола Чачиц                     | 6–3, 6–4          |
| Поразка   | 18.  | 30 травня 2011  | Киселяк, Боснія і Герцеговина   | Ґрунт    | Дамір Джумхур         | Тоні Андроїч Нікола Чачиц                    | 5–7, 4–6          |
| Перемога  | 19.  | 2 липня 2012    | Белград, Сербія                 | Ґрунт    | Алдін Шеткич          | Матей Сабанов Іван Б'єлиця                   | 4–6, 6–2, [10–4]  |
| Перемога  | 20.  | 30 липня 2012   | Сомбор, Сербія                  | Ґрунт    | Алдін Шеткич          | Матей Сабанов Іван Б'єлиця                   | 6–2, 7–6          |
| Поразка   | 21.  | 10 червня 2013  | Добой, Боснія і Герцеговина     | Ґрунт    | Нерман Фатич          | Томіслав Бркич Дує Кекеж                     | 3-6, 4-6          |
| Перемога  | 22.  | 8 липня 2013    | Шарм-еш-Шейх, Єгипет            | Ґрунт    | Нерман Фатич          | Луїс Давід Мартінес Марк Верворт             | 6-3, 6-3          |
| Перемога  | 23.  | 15 липня 2013   | Шарм-еш-Шейх, Єгипет            | Ґрунт    | Нерман Фатич          | Скандер Мансурі Хассан Ндаїшиміє             | 6-3, 6-4          |
| Поразка   | 24.  | 5 серпня 2013   | Новий Сад, Сербія               | Ґрунт    | Ілія Вучич            | Томіслав Бркич Дує Кекеж                     | 3-6, 6-7(1–7)     |